# Alias (Brettspiel)

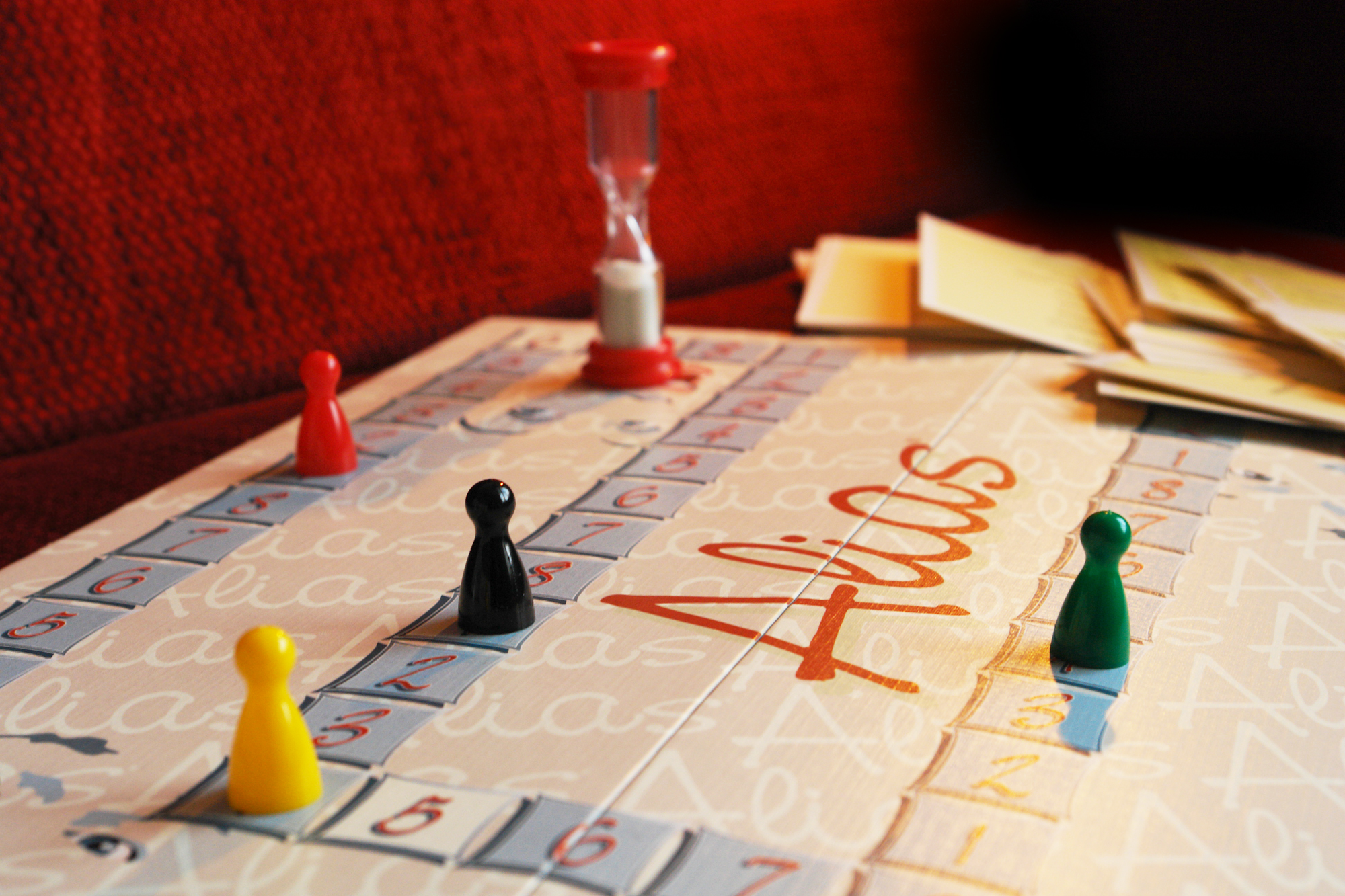
Das Original-Alias

Alias ist ein finnisches Gesellschaftsspiel. In diesem Spiel geht es um das Erklären von Begriffen, es eignet sich sowohl für Kinder als auch Erwachsene. Das Original des Brettspiels wurde von Mikko Koivusalo entwickelt und Anfang 1990 durch Tactic veröffentlicht. Inzwischen gibt es mehrere Varianten, auch in englischer und schwedischer Übersetzung wurde es veröffentlicht. Der Spielmechanismus weist starke Ähnlichkeiten zu Tabu auf.

## Spielmaterial
- 1 Spielbrett
- 1 Sanduhr
- 6 Spielfiguren
- 400 Karten mit Wörtern

## Regeln
Man spielt mit mindestens zwei Teams. Die minimale Anzahl von Spielern ist vier, eine Obergrenze gibt es nicht.
Bei Alias muss man Wörter umschreiben, Erklärungen abgeben, ohne das gesuchte Wort zu nennen. Diese Wörter sind z. B. Verben, Adjektive, Substantive, Namen berühmter Personen, Farben usw. Die Wörter auf den Karten sind nicht nach Wortklassen geordnet. Es geht nicht zuletzt um Glück, ob ein Team leichte oder schwere Wörter bekommt. Das Wort muss mit Hilfe von Synonymen, Gegenteilen und anderen Umschreibungen erklärt werden, so dass der oder die Partner so viele Wörter wie möglich während der laufenden Sanduhr erraten. Nur die genaue Grundform eines Wortes ist als Lösung akzeptabel. Beim Spielbrett bewegt das Team sich nach vorne entsprechend der Anzahl der richtigen Antworten. Wer als Erster über die Ziellinie kommt, ist der Gewinner.

### Spielablauf
1. Die Wortkarten werden gemischt und in ihrer Spielschachtel platziert. Die letzte Karte in jeder Schachtel muss umgedreht werden, so dass sie anzeigt, wann der Kartenstapel neu gemischt werden muss.
2. Die Reihenfolge der Spieler wird nach Absprache, z. B. nach Alter, entscheiden.
3. Das erste Team entscheidet, wer zuerst erklärt und wer rät. Der Erklärer nimmt etwa 15 bis 20 Wort-Karten in seine Hand und die Gegenspieler entscheiden sich für eine Nummer von 1 bis 8, beispielsweise Nummer 4. Sobald die Sanduhr umgedreht ist, umschreibt der Erklärer alle Wörter mit der Nummer 4 von jeder Karte. Immer wenn ein Wort vom eigenen Team erraten wird, geht der Erklärer zur nächsten Karte über.
4. Wenn die Sanduhr durchgelaufen ist, rufen die Gegenspieler „Piep“ und dürfen das letzte Wort mit erraten, wobei das schnellere Team den letzten Punkt bekommt.
5. Wenn das letzte Wort erraten wurde, werden die richtigen Antworten gezählt, die das Team bekommen hat. Das Team bewegt sich auf dem Spielbrett um entsprechend viele Felder vor. Die benutzten Karten werden unter den Kartenstapel gelegt.
6. Nun ist das andere Team in gleicher Weise an der Reihe.
7. Nach der ersten Raterunde wird die Nummer der zu erklärenden Wörter auf dem Spielbrett angezeigt, die Spielfelder sind mit Zahlen von 1 bis 8 nummeriert. Das Spielfeld, auf dem das Team sich jeweils befindet, zeigt der Nummer der zu erklärenden Wörter.
8. Der Erklärer wechselt jede Runde.
9. Das erste Team, das über die Ziellinie kommt, ist der Gewinner.

## Alias als Mittel zum Sprachelernen
Um Wörter zu erklären, werden spielerisch verbale Fertigkeiten erweitert. Die Aktivierung des Denkprozesses ist ein Schlüsselfaktor beim effizienten Lernen. Die Spieler werden schlagfertiger und erweitern Wortschatz und Ausdrucksweise.
Unter Umständen kann es – je nach Absprache – auch erlaubt sein, für die Erklärung eines Wortes ein fremdsprachiges Pendant zu benutzen. Dadurch könnten neben muttersprachlichen auch fremdsprachliche Fertigkeiten trainiert werden. Ein Spiel zum Wörtererklären kann also auch beim Sprachlernen nützlich sein, Alias ließe sich als Übersetzungsspiel spielen. Der Spieler kann beispielsweise das finnische Wort „ilmapallo“ mit „Luftballon“ übersetzen.

## Finnische Varianten
Im finnischen Raum sind viele unterschiedliche Varianten verbreitet.
- „Neues Alias“ ist eine modernisierte Auflage. Die Regeln sind dieselben wie beim traditionellen Alias, aber die Spielfelder sind nach 1. Sachen, 2. Menschen und Berufe, 3. Adjektive, und 4. Verben kategorisiert.
- „Spezial-Alias“ ist im Neuen Alias enthalten, dargestellt auf der Rückseite des Neuen Alias-Spielbretts. Die Spielfelder sind kategorisiert nach 1. Unsere Umwelt, 2. Sport, 3. Unterhaltung und Kultur, 4. Redewendungen und Phrasen.
- „Musik-Alias“ ist eine Version, die musikalische Themen behandelt. Die Erklärungen werden gesungen. Zum Lieferumfang gehört ein kleines Kunststoff-Piano.
- „Junior-Alias“ ist eine Version, die für Kinder geeignet ist. Zusätzlich zu den Wörtern gibt es auch Bilder.
- „Party-Alias“ ist eine Version, bei der ebenfalls Wörter erklärt werden, aber wenn die Spielfigur auf einem „Partyfeld“ zu stehen kommt, muss der Spieler z. B. komische Geschichten erzählen, Prominente beschreiben oder in ungewöhnlicher Stellung die Wörter erklären, z. B. hüpfend. In Party Alias müssen die Spieler die Wörter auch in verschiedenen Stimmungen erklären, z. B. hysterisch, böse, verängstigt oder betrunken.
- „Familien-Alias“ wird nicht in Teams gespielt, sondern jeder einzelne Spieler bewegt seine eigene Spielfigur. Kinder und Erwachsene haben ihre eigenen Karten für Worterklärungen.
- „Mumin-Alias“ enthält Wörter und Bilder zum Mumin-Thema.
- „High School Musical Party-Alias“: Disneys Musicalfilm High School Musical ist Thema dieser Variante. Der Spieler muss z. B. raten, welche Figur des Films der andere Spieler erklärt.

- „Alias-DVD“, eine DVD-Version mit dem finnischen Moderator Marco Bjurström.

- „Etelä-Pohjalaanen-Alias“ die Wörter und Redewendungen sind auf südösterbottnischem Dialekt.